# Tom Clemens
Tom Clemens (* 30. Januar 1976 in Epping) ist ein ehemaliger britischer Biathlet.

## Karriere

### Regelmäßige Weltcupstarts (1998 – 2001)
Tom Clemens gehörte zum Jahrtausendwechsel und zur Mitte der 2000er Jahre zu den erfolgreichsten britischen Biathleten. Der Sportsoldat startete für die Devonshire and Dorset Light Infantry. 1998 lief er in Hochfilzen sein erstes Rennen im Biathlon-Weltcup und belegte im Sprint Rang 93. Noch in derselben Saison nahm er an seinen ersten Biathlon-Weltmeisterschaften teil. Bei den Wettkämpfen in Ruhpolding und Oslo wurde Clemens 74. im Einzel, 78. im Sprint und mit Jason Sklenar, Mike Dixon und Mark Gee als Schlussläufer der Staffel 16. Bei den Weltmeisterschaften 2000 in Oslo und Lahti erreichte er die Ränge 80 im Einzel, 85 im Sprint und wurde mit der Staffel in der Vorjahresbesetzung 18. Seine erfolgreichsten Weltmeisterschaften lief Clemens 2001 auf der Pokljuka-Hochebene. Im Einzel erreichte er zwar nur Platz 86, doch erreichte er im Sprint Rang 52 und qualifizierte sich damit zum einzigen Mal bei Weltmeisterschaften für das Verfolgungsrennen, in dem er 57. wurde. Die britische Staffel kam – erneut in der Besetzung Gee, Dixon, Clemens und Sklenar – auf den 19. Platz. 

### Olympische Spiele und nationale Titel (2002 – 2006)
Es dauerte drei Jahre, bis Clemens 2004 in Oberhof erneut an Weltmeisterschaften teilnahm. Hier wurde er 95. im Einzel und lief im Sprint auf Platz 86. Die Staffel erreichte aufgrund eines Ausfalls von Clemens das Ziel nicht. Seine besten Ergebnisse im Weltcup erreichte Clemens 2005 als 40. im Sprint und 44. in der Verfolgung auf der Pokljuka. Letztmals trat er im selben Jahr in Hochfilzen bei Weltmeisterschaften an und erreichte die Plätze 78 im Einzel und 85 im Sprint. Die Staffel, die nun aus Marc Walker, Joe Brooks, Lee-Steve Jackson und Clemens als Schlussläufer bestand, kam auf den 20. Platz. Höhepunkt in Clemens Karriere wurde die Teilnahme an den Olympischen Winterspielen 2006 in Turin, wo er einziger männlicher Starter seines Landes im Biathlon war. Der Brite wurde 57. des Einzelrennens und kam im Sprint auf den 77. Platz. Letzterer bedeutete auch gleichzeitig den Abschluss der Biathlonkarriere von Tom Clemens im Alter von 30 Jahren.
National gewann Clemens 2004 und 2005 den Titel im Sprint, 2003 wurde er in Sprint und Verfolgung, 2004 im Massenstart jeweils hinter Mark Gee Vizemeister.

## Statistiken

### Biathlon-Weltcup-Platzierungen
Die Tabelle zeigt alle Platzierungen (je nach Austragungsjahr einschließlich Olympische Spiele und Weltmeisterschaften).
- 1.–3. Platz: Anzahl der Podiumsplatzierungen
- Top 10: Anzahl der Platzierungen unter den ersten zehn (einschließlich Podium)
- Punkteränge: Anzahl der Platzierungen innerhalb der Punkteränge (einschließlich Podium und Top 10)
- Starts: Anzahl gelaufener Rennen in der jeweiligen Disziplin

| Platzierung         | Einzel | Sprint | Verfolgung | Massenstart | Staffel | Gesamt |
| ------------------- | ------ | ------ | ---------- | ----------- | ------- | ------ |
| 1. Platz            |        |        |            |             |         |        |
| 2. Platz            |        |        |            |             |         |        |
| 3. Platz            |        |        |            |             |         |        |
| Top 10              |        |        |            |             |         |        |
| Punkteränge         |        |        |            |             | 22      | 22     |
| Starts              | 19     | 34     | 2          |             | 28      | 83     |
| Stand: Karriereende |        |        |            |             |         |        |

### Olympische Winterspiele
Ergebnisse bei Olympischen Winterspielen:
|                                       | Einzelwettbewerbe | Einzelwettbewerbe | Einzelwettbewerbe | Einzelwettbewerbe |
| Einzel                                | Sprint            | Verfolgung        | Massenstart       |                   |
| ------------------------------------- | ----------------- | ----------------- | ----------------- | ----------------- |
| Olympische Winterspiele 2006 \| Turin | 57.               | 77.               | –                 | –                 |

### Biathlon-Weltmeisterschaften
Ergebnisse bei den Weltmeisterschaften:
| Weltmeisterschaften | Weltmeisterschaften | Einzelwettbewerbe | Einzelwettbewerbe | Einzelwettbewerbe | Einzelwettbewerbe | Staffelwettbewerbe |
| Jahr                | Ort                 | Einzel            | Sprint            | Verfolgung        | Massenstart       | Herrenstaffel      |
| ------------------- | ------------------- | ----------------- | ----------------- | ----------------- | ----------------- | ------------------ |
| 1999                | Kontiolahti/ Oslo   | 74.               | 78.               | –                 | –                 | 16.                |
| 2000                | Oslo/ Lahti         | 80.               | 85.               | –                 | –                 | 18.                |
| 2001                | Pokljuka            | 86.               | 52.               | 57.               | –                 | 19.                |
| 2004                | Oberhof             | 95.               | 86.               | –                 | –                 | DNF                |
| 2005                | Hochfilzen          | 78.               | 85.               | –                 | –                 | 20.                |